# Тайожний (Архангельська область)
Тайожний (рос. Таёжный) — селище в Пінезькому районі Архангельської області Російської Федерації.
Населення становить 509 осіб. Входить до складу муніципального утворення Шилегське муніципальне утворення.

## Історія
Від 1937 року належить до Архангельської області.
Орган місцевого самоврядування від 2004 року — Шилегське муніципальне утворення.

## Населення
| 2002 | 2010 | 2012 |
| ---- | ---- | ---- |
| 420  | ↘365 | ↗509 |